# Cornutispora triangularis
Cornutispora triangularis är en lavart som beskrevs av Diederich & Etayo 1995. Cornutispora triangularis ingår i släktet Cornutispora, divisionen sporsäcksvampar och riket svampar.   Inga underarter finns listade i Catalogue of Life.